# Kostowiec
Kostowiec [pronunciación en polaco: /kɔsˈtɔvjɛt͡s/] es un pueblo ubicado en el distrito administrativo de Gmina Nadarzyn, dentro del Condado de Pruszków, Voivodato de Mazovia, en el este de Polonia central. Se encuentra aproximadamente a 5 kilómetros al suroeste de Nadarzyn, a 12 kilómetros al sur de Pruszków, y a 24 kilómetros al suroeste de Varsovia.